# Wiesen (Pfitsch)
Wiesen  (italienisch Prati) ist der Hauptort und eine Katastralgemeinde der Gemeinde Pfitsch im Norden Südtirols.

## Geographie
Das Dorf liegt am Eingang des Pfitscher Tals, das bei der nahen Stadt Sterzing vom Wipptal abzweigt. Direkt am Ort fließt der Pfitscher Bach vorbei.

## Geschichte
Im Tiroler landesfürstlichen Urbar Graf Meinhards II. von Tirol-Görz aus dem Jahr 1288 ist die Siedlung als „uf Wisen“ ersturkundlich genannt.
Da Wiesen früher eine eigenständige Gemeinde war und erst 1931 mit der alten Gemeinde Pfitsch zusammengelegt wurde, wird die Gemeinde heute noch oft Wiesen-Pfitsch genannt.

## Bildung
In Wiesen gibt es eine Grundschule für die deutsche Sprachgruppe.

## Sehenswürdigkeiten
- Schloss Moos[2]
- Pfarrkirche Heiliges Kreuz